# حزب العمل في بيرو
حزب العمل في بيرو (بالإسبانية: Partido Laborista del Perú)‏ كان حزبا سياسيا في بيرو. تأسس في عام 1925 من قبل خوسيه مانويل رودريغيز.